# Shogo Shimohata
Shogo Shimohata (下畠 翔吾 Shimohata Shogo?, nacido el 8 de mayo de 1992 en Shiga) es un futbolista japonés que se desempeña como defensa.

## Trayectoria

### Clubes
| Club            | País  | Año         |
| --------------- | ----- | ----------- |
| Kyoto Sanga FC  | Japón | 2011 - 2019 |
| Sagawa Printing | Japón | 2012        |

## Estadística de carrera

### J. League
| Club           | Año   | J. League | J. League | Copa J. League | Copa J. League | Total | Total |
| Club           | Año   | Part.     | Goles     | Part.          | Goles          | Part. | Goles |
| -------------- | ----- | --------- | --------- | -------------- | -------------- | ----- | ----- |
| Kyoto Sanga FC | 2011  | 0         | 0         | -              | -              | 0     | 0     |
| Kyoto Sanga FC | 2013  | 8         | 0         | -              | -              | 8     | 0     |
| Kyoto Sanga FC | 2014  | 1         | 0         | -              | -              | 1     | 0     |
| Kyoto Sanga FC | 2015  | 20        | 0         | -              | -              | 20    | 0     |
| Kyoto Sanga FC | 2016  | 30        | 1         | -              | -              | 30    | 1     |
| Kyoto Sanga FC | 2017  | 20        | 0         | -              | -              | 20    | 0     |
| Total          | Total | 79        | 1         | 0              | 0              | 79    | 1     |